# Orophea trigyna
Orophea trigyna är en kirimojaväxtart som beskrevs av Friedrich Anton Wilhelm Miquel. Orophea trigyna ingår i släktet Orophea och familjen kirimojaväxter. Inga underarter finns listade i Catalogue of Life.